# Вешняков, Владимир Иванович
Владимир Иванович Вешняков (16 (28) ноября 1830, Санкт-Петербург — 6 (19) февраля 1906, Санкт-Петербург) — русский экономист и статистик, член Государственного совета, сенатор, статс-секретарь (16.08.1887), действительный тайный советник (28.03.1893).

## Биография
Сын титулярного советника Ивана Ильича Вешнякова.
В 1848 году окончил Ларинскую гимназию с золотой медалью. В 1852 году окончил кандидатом юридический факультет Санкт-Петербургского университета по разряду камеральных наук. В 1851 году представил сочинение на тему, данную профессором Н. Г. Устряловым, «О причинах возвышения Московского княжества», удостоенное золотой медали.
В 1852 году поступил на службу в Министерство государственных имуществ. Сначала был помощником редактора статистического отдела департамента сельского хозяйства. В 1856 году П. А. Плетнёв, Я. К. Грот и Н. Г. Устрялов рекомендовали его статс-секретарём на кафедру русской истории в Гельсингфорском Александровском университете, но Вешняков отказался от этого предложения. В 1857 году юридический факультет Петербургского университета избрал Вешнякова для посылки за границу вместе с другими молодыми учеными (В. И. Ламанским, О. Ф. Миллером и А. Н. Пыпиным), но у Министерства народного просвещения не оказалось достаточных средств. Так Вешняков остался на службе в Министерстве государственных имуществ и служил здесь в течение 40 лет.
В 1858 году он стал делопроизводителем Комиссии для составления соображений об устройстве поземельных отношений и быта государственных крестьян. Находясь на этой должности он подготовил ряд статей в «Журнал Министерства государственных имуществ» под общим названием «Исторический очерк происхождения разных названий государственных крестьян», был замечен начальством и уже в 1859 году стал исполняющим должность начальника отделения департамента сельского хозяйства, с января 1861 года исполнял обязанности вице-директора этого департамента и после полугодовой заграничной командировки в 1862 году был утверждён в должности вице-директора. В 1874 году он был назначен директором департамента земледелия и сельской промышленности. С 3 января 1883 года он состоял товарищем министра государственных имуществ; именным указом от 27 марта 1885 года ему было Высочайше повелено присутствовать в Правительствующем сенате с оставлением в министерской должности. В течение 3 месяцев (01.01.1893—28.03.1893) был временным управляющим Министерством государственных имуществ и после назначения министром государственных имуществ А. С. Ермолова был определён членом Государственного совета с производством в действительные тайные советники.
В 1863 году принимал активное участие в комиссии по составлению проекта устава Петровской земледельческой и лесной академии. Положил начало сельскохозяйственной статистике в общегосударственном масштабе. Вешняков был представителем министерства на международных статистических конгрессах. Руководил разработкой программы проведения промышленных переписей (1872). В 1877 году назначен членом «Особой высшей комиссии для исследования железнодорожного дела в России» под председательством Э. Т. Баранова. По его инициативе была учреждена комиссия, выработавшая основания для так называемых соло-векселей, выдававшихся землевладельцами.
Был секретарём отделения статистики Русского географического общества, вице-президентом Вольного экономического общества и председателем Российского общества рыболовства и рыбоводства.
Почётный член Императорской Санкт-Петербургской Академии наук (1896).
В. И. Вешняков известен как автор большого числа работ по вопросам экономической статистики и статистики торговли. Также под его руководством были изданы труды по истории Министерства государственных имуществ, в том числе «Очерк 50-летней деятельности Министерства государственных имуществ» (1887).
Умер 6 (19) февраля 1906 года. Похоронен на Новодевичьем кладбище в Петербурге.

## Награды
- Орден Святого Владимира 3-й степени (1870)
- Орден Святого Станислава 1-й степени (1872)
- Орден Святой Анны 1-й степени (1876)
- Орден Святого Владимира 2-й степени (1881)
- Орден Белого орла (15.05.1883)
- Орден Святого Александра Невского (01.04.1890)
- Алмазные знаки к ордену Святого Александра Невского (14.05.1896)
- Орден Святого Владимира 1-й степени (06.12.1902)[9]

Иностранные: 
- японский орден Восходящего солнца 1-й степени (1888)